# Elinelund
Elinelund is een wijk in het stadsdeel Limhamn-Bunkeflo van de Zweedse stad Malmö. De wijk telt 26 inwoners (2013) en heeft een oppervlakte van 0,65 km². Elinelund bestaat voornamelijk uit kleine woningen die voorzien zijn van volkstuinen. In totaal telt de wijk 650 volkstuinen.